# Ґрунтоутворення
Ґрунтоутво́рення (ґрунтотворення) — це складний природний процес утворення ґрунтів із гірських порід, їхній розвиток, функціонування і еволюція під дією комплексу чинників ґрунтотворення.
Ґрунтоутворення є специфічним біосферним процесом, у результаті якого ґрунт набуває специфічних рис, невластивих породі. До найістотніших рис належить наявність у ґрунті специфічної органічної речовини — гумусу. З накопиченням гумусу пов'язане накопичення в ґрунті одного з найважливіших елементів живлення — азоту, який відсутній у породі. Внаслідок ґрунтотворення ґрунт набуває специфічної будови — утворюється ґрунтовий профіль. Ґрунтовий профіль є системою генетичних горизонтів, більш-менш паралельних земній поверхні, формування яких зумовлене ґрунтоутворенням.

## Чинники ґрунтоутворення

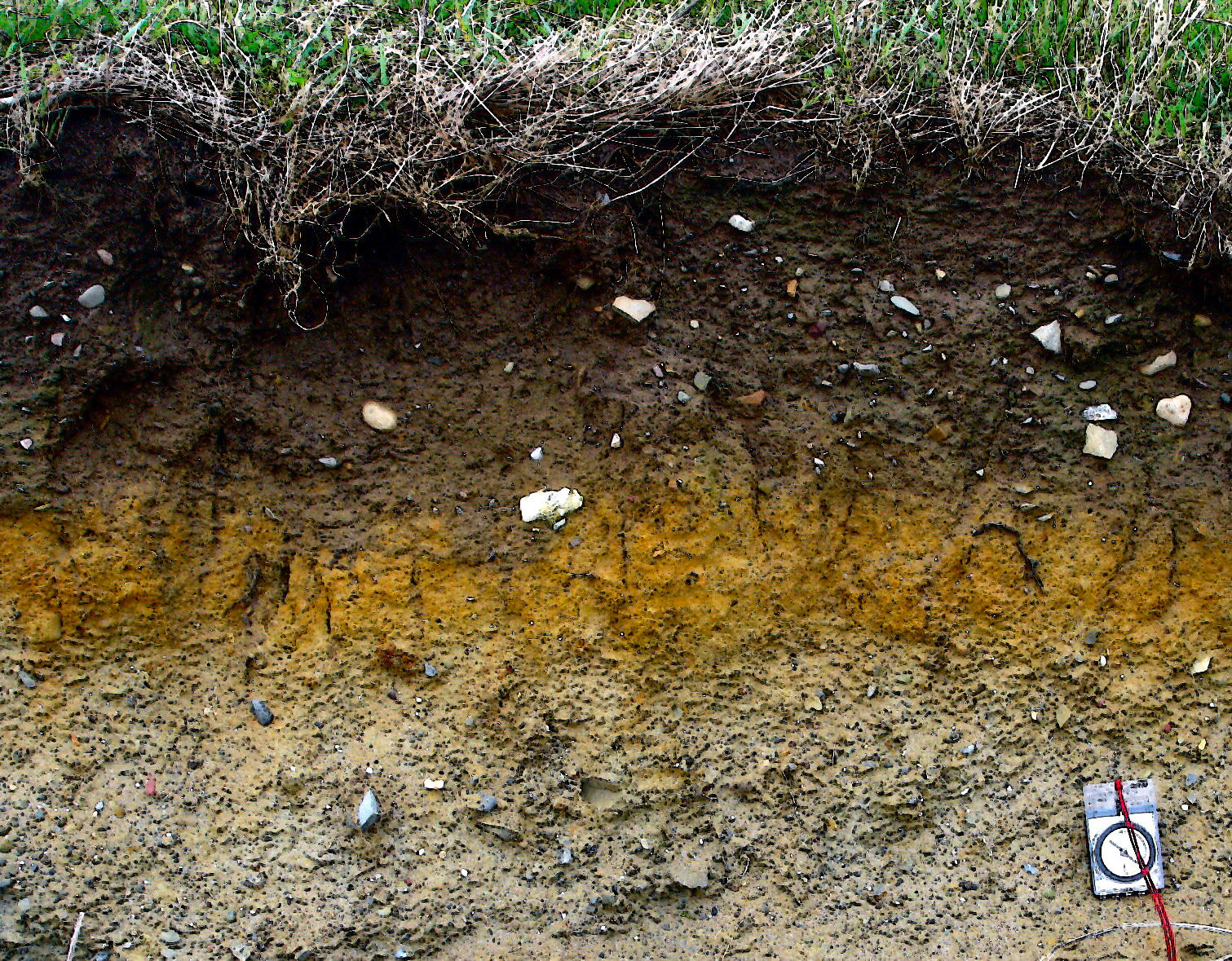
Ґрунтовий профіль

Початок вченню про чинники та умови ґрунтоутворення поклав В. В. Докучаєв. Ним встановлено, що формування ґрунтового покриву пов'язане з фізико-географічним середовищем та історією його розвитку. Докучаєв дав визначення поняття ґрунтів як поверхневих мінерально-органічних утворень, які мають власне походження і є результатом сукупної дії: материнської гірської породи, живих і мертвих організмів, клімату, рельєфу місцевості, часу.
Ґрунтоутворення є специфічним біосферним процесом, у результаті якого ґрунт набуває специфічних рис, невластивих породі. До найістотніших рис належить наявність у ґрунті специфічної органічної речовини — гумусу. З накопиченням гумусу пов'язане накопичення в ґрунті одного з найважливіших елементів живлення — азоту, який відсутній у породі. Внаслідок ґрунтотворення ґрунт набуває специфічної будови — утворюється ґрунтовий профіль. Ґрунтовий профіль є системою горизонтів, більш-менш паралельних земній поверхні, формування яких зумовлене ґрунтоутворенням.
Докучаєв це виразив за допомогою формули:
Ґ = f(K,О,М,P)Ч,
де Ґ — ґрунт, К — клімат, О — організми, М — материнська (гірська) порода, Р — рельєф, Ч — час. Поряд з названими п'ятьма природними чинниками та умовами ґрунтоутворення виділяють ще шостий — діяльність людини, яка має як прямий, так і побічний вплив на ґрунтотворення і ґрунтовий покрив. Різні комбінації чинників і умов ґрунтотворення на земній кулі утворили багато типів ґрунтів.
Ґрунтоутворення починається з моменту поселення живих організмів на скельних породах або продуктах їхнього вивітрювання. Для їх розвитку, своєю чергою, потрібна деяка кількість вологи і елементів живлення в доступній формі. Те й інше з'являється в породі в результаті її фізичного і хімічного вивітрювання. Процес перетворення породи в ґрунт безперервний, він залежить від взаємодії материнської породи з живими організмами і протікає в такий спосіб. При поселенні рослин відбувається переміщення елементів живлення з товщі породи і нагромадження їх у її верхній частині. Ці процеси здійснюються під впливом кореневої системи рослин, яка проникає вглиб породи, поглинає розсіяні в ній фосфор, калій, кальцій та інші елементи живлення, перекачує їх нагору в зону максимального поширення коренів і в надземну частину. Після відмирання рослини розкладаються мікроорганізмами, а елементи, що перебували в них, переходять у вільний (рухомий) стан. При цьому частина елементів вимивається атмосферними опадами вниз, інша закріплюється у верхній частині породи, а третя засвоюється новими поколіннями рослин. При розкладанні рослинних залишків (кореневих, наґрунтових) відбувається утворення складних органічних сполук (гумус). Гумус поступово накопичується у верхній частині породи, надаючи їй темного забарвлення і нових властивостей. Одночасно з утворенням гумусу йде і процес розкладання (мінералізації) його мікроорганізмами.
Кліматичний чинник визначає забезпеченість ґрунтоутворення вологою (атмосферні опади) і енергією (сонячна радіація). Саме ці умови великою мірою визначають інтенсивність процесів, що протікають у ґрунті. Відоме правило Вант-Гоффа, згідно з яким при підвищенні температури на 10 °C швидкість реакції збільшується в 2-4 рази, справедливе і для ґрунтових процесів. Сприятливі гідротермічні умови впливають на спільноти рослинних і тваринних організмів, збільшуючи їхню продуктивність, що в кінцевому підсумку також впливає на інтенсивність ґрунтоутворення.
Рельєф впливає на ґрунтоутворення як безпосереднім чином, зумовлюючи переміщення ґрунтових мас по схилу в результаті ерозійних процесів, так і опосередковано, перерозподіляючи своїми елементами тепло і вологу і формуючи тим самим своєрідні кліматичні умови.
Гірська порода, яку іноді називають материнською, є тією основою, на якій і з якої формується ґрунт. Мінеральна частина в переважній більшості ґрунтів складає більше 90 %, а частіше більше 95 % ґрунтової маси. Тому саме порода визначає хімічний, мінералогічний, гранулометричний склад ґрунтів. Порода значною мірою визначає швидкість ґрунтоутворення. Так, на лесових відкладах за ідентичності інших умов ця швидкість буде значно вищою ніж на пісках, так само як на елювії базальтів ґрунти будуть формуватися значно швидше, ніж на елювії гранітів. У процесі ґрунтотворення відбувається зміна хімічного складу породи. З охопленої ґрунтоутворенням товщі одні речовини виносяться, а інші акумулюються. Накопичення речовини при ґрунтоутворенні відбувається за рахунок надходження в ґрунт органічної речовини рослинних і тваринних залишків, а також з гідросфери (легкорозчинні солі, гіпс, карбонати лужних і лужноземельних металів, сполуки заліза, кремнезем, що надходять з  ґрунтових вод) і атмосфери (пилові частинки різного розміру і складу, сполуки, що містяться в розчиненому вигляді в атмосферних опадах). Винос речовини з ґрунту може відбуватися з низхідними і бічними потоками води в ґрунті, знесенням ґрунтових частинок з поверхні ґрунту водними потоками і вітром. Співвідношення акумуляції і винесення речовини визначає баланс ґрунтоутворення.
Завдяки процесу ґрунтоутворення порода набуває якісно нової властивості — родючості.